# Chessenaz
Chessenaz település Franciaországban, Haute-Savoie megyében. Lakosainak száma 241 fő (2022. január 1.). Chessenaz Chaumont, Clarafond-Arcine, Desingy, Frangy és Vanzy községekkel határos.

## Népesség
A település népességének változása:
| Lakosok száma | 196  | 209  | 219  | 214  | 217  | 221  | 224  | 232  | 241  |
|               | 2013 | 2015 | 2016 | 2017 | 2018 | 2019 | 2020 | 2021 | 2022 |